# Вайдишова, Николь
Николь Вайдишова (чеш. Nicole Vaidišová, род. 23 апреля 1989, Нюрнберг, ФРГ) — чешская теннисистка. Полуфиналистка двух турниров Большого шлема в одиночном разряде (Открытый чемпионат Франции-2006, Открытый чемпионат Австралии-2007); победительница шести турниров WTA в одиночном разряде; бывшая седьмая ракетка мира в одиночном разряде.
В юниорах: финалистка одного юниорского турнира Большого шлема в одиночном разряде и одного в парном (Открытый чемпионат Австралии-2004); победительница одиночного турнира Orange Bowl (2003); бывшая третья ракетка мира в юниорском рейтинге.

## Общая информация
Первые теннисные уроки Вайдишовой дал отчим Алес Кодат. Её мать зовут Риана. У чешки есть два младших брата — Оливер и Тоби. В теннис начал играть в 6 лет.
С 2010 по 2013 года была замужем за чешским теннисистом Радеком Штепанеком. В 2018 году пара снова поженилась. В тои же году у пары родилась дочь Стелла, а в 2021 году вторая дочь Меда.

## Спортивная карьера

### Начало карьеры
На юниорском этапе карьеры Вайдишова играла достаточно удачно, достигнув третьего места в рейтинге среди девушек. В 2003 году она один из наиболее престижных юниорских турниров, Orange Bowl во Флориде, а в 2004 году достигла финалов в одиночном и парном разрядах юниорского Открытого чемпионата Австралии.
В 2003 году в возрасте 14 лет дебютировала на взрослых соревнованиях. До февраля 2004 года на первых трёх турнирах из цикла ITF она достигла трёх финалов подряд, из которых выиграла один — на 10-тысячнике в Пльзене (самый первый в карьере), не проиграв ни сета. Первым турниром в WTA-туре стал Акапулько в марте 2004 года, где Вайдишова смогла доиграть до 1/4 финала. В августе, начав с квалификации, она выиграла восемь матчей подряд и взяла дебютный титул в основном туре на турнире в Ванкувере в возрасте 15 лет, 3 месяца и 23 дня, став шестой в списке самый молодых победителей турниров WTA. Дебют на взрослом турнире серии Большого шлема состоялся через две недели, когда Николь прошла квалификацию на Открытый чемпионат США. В октябре на турнире в Токио она дошла до четвертьфинала, обыграв 29-й номер рейтинга Татьяну Головин, а затем смогла взять второй титул в сезоне, выиграв турнир в Ташкенте, обыграв Виржини Раззано в финале. Успехи сезона позволили закончить 2004 год в первой сотне рейтинга.
В января 2005 года на первом для себя в сезоне турнире в Хобарте Вайдишова дошла до четвертьфинала. На дебютном взрослом Открытом чемпионате Австралии она добралась до третьего раунда. В феврале на зальном турнире в Мемфисе удалось выйти в полуфинал. В апреле Вайдишова впервые вошла в топ-50 рейтинга. На турнире 1-й категории в Чарлстоне Вайдишова вышла в четвертьфинал и во втором раунде впервые смогла обыграть теннисистку из топ-10 — Анастасию Мыскину. Также в апреле она впервые сыграла в составе сборной Чехии в розыгрыше Кубка Федерации и помогла обыграть во второй мировой группе команду Японии. В мае Николь дошла до финала турнира в Стамбуле, где уступила Винус Уильямс. Также она дебютировала на Ролан Гаррос, дойдя до второго круга.
В июне 2005 года Вайдишова сыграла свой первый матч на траве, в Бирмингеме и дебютировала в топ-30 рейтинга. Впервые выступила на Уимблдоне, где проиграла в третьем круге. В июле вновь сыграла за сборную и выиграла два одиночных матча в борьбе с сборной Италии, но поражение в решающем парном матче в команде с Кветой Пешке не позволило Чехии выиграть матч и попасть на следующий сезон в основную группу. В августе Николь вышла в 1/4 финала турнира 1-й категории в Торонто и впервые добралась до четвёртого круга Открытого чемпионата США. Осенью Вайдишова выдала победную серию из 18 матчей подряд на четырёх турнирах. Она смогла стать победительницей азиатских турниров в Сеуле, Токио и Бангкоке. На последнем в сезоне турнире в Филадельфии победная серия прервалась в полуфинале после поражения от Амели Моресмо. По итогам сезона 2005 года она стала 15-й ракеткой мира.

### 2006—2007 (полуфиналы Большого шлема и попадание в топ-10)

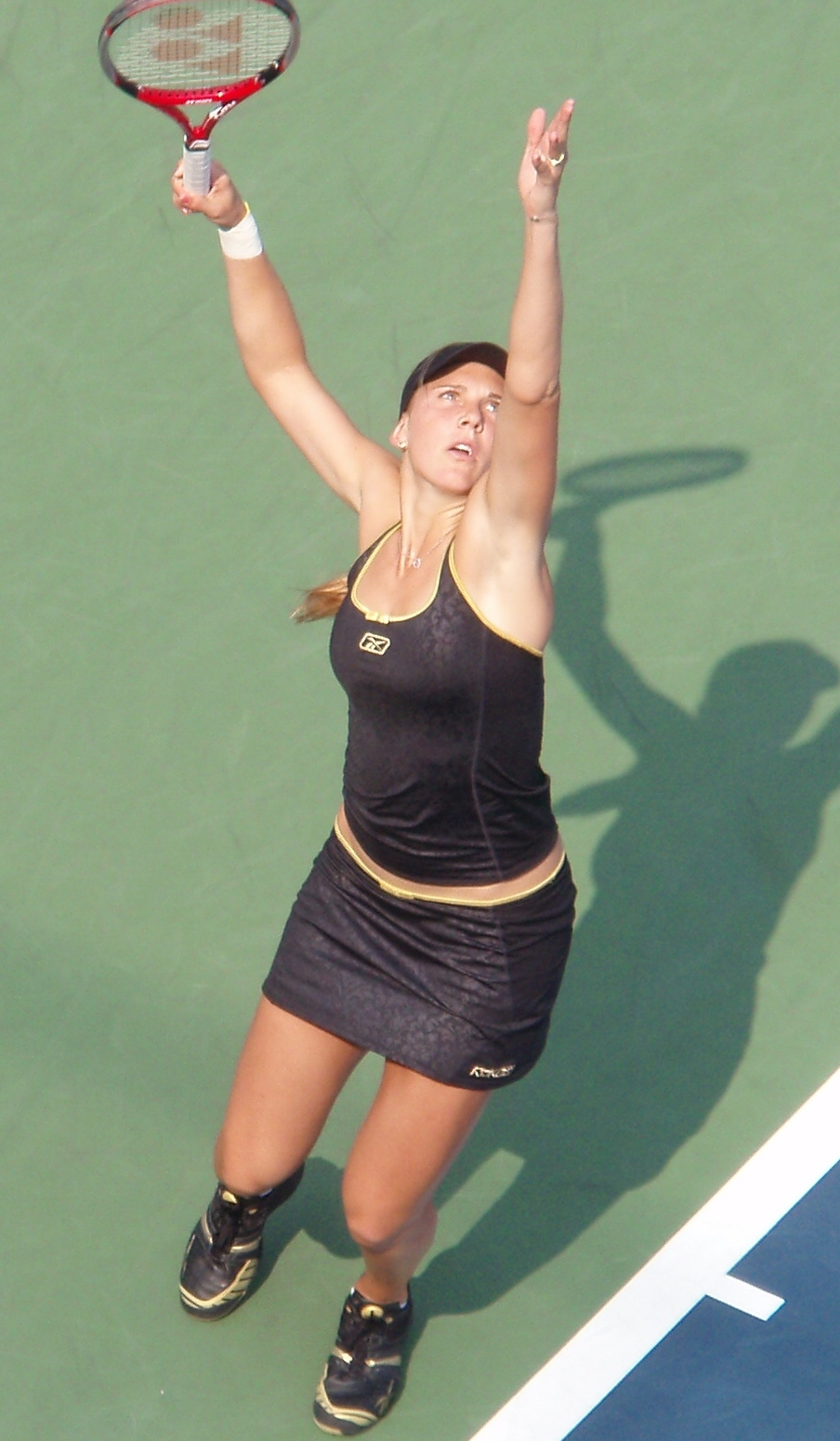
На Открытом чемпионате США 2007 года

2006 год Вайдишова начала с полуфинала в Сиднее, а на Открытом чемпионате Австралии прошла в четвёртый раунд, проиграв там Моресмо. В мае на турнире в Страсбурге Николь выиграла свой шестой титул в карьере. Затем впервые в карьере достигла полуфинала Большого шлема — на Открытом чемпионате Франции, в четвёртом раунде обыграв первую ракетку мира Амели Моресмо, а в 1/4 финала Винус Уильямс. На Уимблдонском турнире её результатом стал выход в четвёртый раунд.
В июле 2006 года она принимала участие в Кубке Федерации, где выиграла две свои встречи, однако сборная уступила со счётом 2—3 команде Франции. Достигла полуфинала на турнире в Станфорде, проиграв Ким Клейстерс, и первого полуфинала турнира первой категории — в Сан-Диего, вновь проиграв Ким. После этого успеха Николь впервые вошла в десятку лучших теннисисток планеты, заняв девятую строчку. Открытый чемпионат США завершился поражением в третьем раунде от Елены Янкович. На Кубке Кремля в Москве она снова обыграла первую ракетку мира Амели Моресмо, удержав три матч-бола во втором сете. В полуфинале она проиграла Надежде Петровой. Через несколько недель они снова встретились, теперь в полуфинале турнира в Линце и Николь вновь проиграла. Год удалось завершить в топ-10.
Начала 2007 год с турнира в Сиднее, где дошла до полуфинала, проиграв сербке Елене Янкович. На Открытом чемпионате Австралии Вайдишова во второй раз в карьере смогла доиграть до полуфинала турнира из серии Большого шлема. В четвёртом раунде она победила № 8 в мире Елену Дементьеву, в 1/4 прошла соотечественницу Луцию Шафаржову, а в полуфинале проиграла будущей чемпионке Серене Уильямс. На мартовских крупных турнирах в Индиан-Уэлсе и Майами чешка проходила в четвертьфинал. В апреле поучаствовала в разгроме сборной Словакии в матче за Чехию во второй группе Кубка Федерации. Перед Открытым чемпионатом Франции достигла высшей в карьере седьмой позиции в рейтинге. Из-за травмы кисти пропустила ряд грунтовых турниров, но на Открытом чемпионате Франции она выступила и прошла в четвертьфинал, где вновь проиграла Елене Янкович.
В июне 2007 года вышла в четвертьфинал в Истборне На Уимблдоне в четвёртом раунде взяла верх над четвёртой ракеткой мира Амели Моресмо, а в четвертьфинале уступила сербке Ане Иванович. По состоянию здоровья пропустила ряд турниров US Open Series, предшествующих Открытому чемпионату США, а на самом турнире Большого шлема проиграла Шахар Пеер в третьем круге. Осенью Вайдишова сыграла на четырёх турнирах и дважды у неё получилось выйти в полуфинал (в Цюрихе и Линце). По итогам сезона, в котором были пропуски из-за травм, она завершила его за пределами топ-10, заняв 12-ю позицию рейтинга.

### 2008—2010 (завершение карьеры в 20-летнем возрасте)

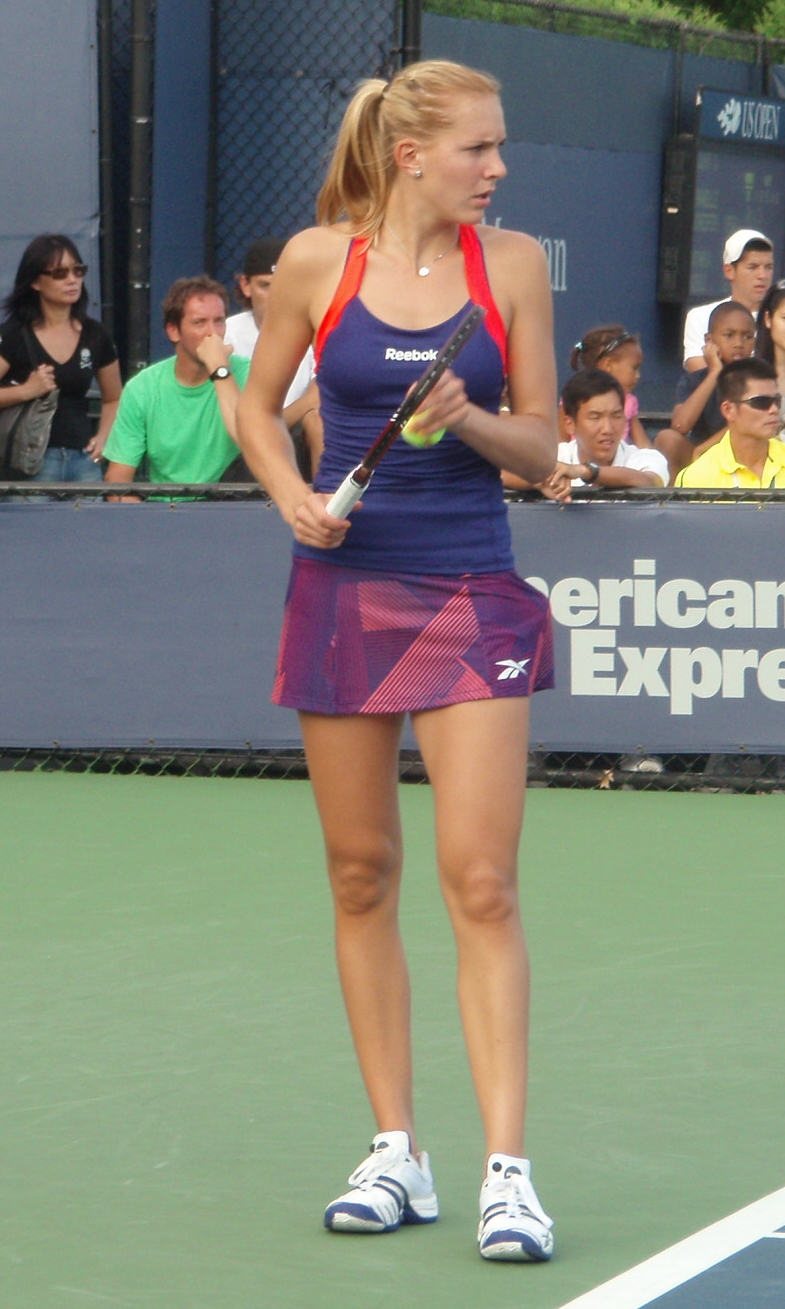
На Открытом чемпионате США 2009 года

2008 года Вайдишова начала с четвертьфинала в Голд-Косте и полуфинала в Сиднее, где по пути она смогла обыграть двух представительниц топ-10 (Даниэлу Гантухову и Елену Янкович). На Открытом чемпионате Австралии её результатом стал выход в четвёртый раунд, где она проиграла Серене Уильямс. В феврале она помогла Чехии победить сборную Словакии, взяв все три очка необходимые для успеха (два в одиночках и одно в парах). Грунтовый отрезок сезона она провалила, проиграв четыре раза подряд. На траве выступал уже лучше, пройдя в четвертьфинал в Бирмингеме и затем показав главный успех в сезоне — выход в четвертьфинал Уимблдонского турнира после победы над восьмой ракеткой мира Анной Чакветадзе. На Олимпийских играх в Пекине уступила в первом круге посеянной под пятнадцатым номером Ализе Корне. Из-за нестабильности в выступлениях Вайдишова закончила сезон на 41 месте в рейтинге. 
2009 год был для неё неудачным. Лишь на двух турнирах в основном туре она добралась до третьего раунда, а в десяти турнирах она проиграла в первом круге или на квалификационном этапе. После Уимблдонского турнира она покинула первую сотню рейтинга и завершила год в конце второй сотни.
В начале 2010 года неудачная серия продолжилась и в феврале чешка решила завершить карьеру в возрасте 20 лет. Причиной она назвала усталостью от неудач и отсутствием мотивации продолжать карьеру теннисистки.

### 2014—2016 (возобновление карьеры)
В 2014 году после восстановления из-за травм Вайдишова приняла решение вернуться в теннис. Возращение состоялось в сентябре того года, когда она сыграла несколько турниров из цикла ITF. В марте 2015 года она впервые с 2010 года сыграла в основном туре. Но набрать былую форму у Вайдишовой так и не получилось и в мае 2016 года она окончательно завершила профессиональную карьеру.

## Итоговое место в рейтинге WTA по годам
| Год  | Одиночный рейтинг | Парный рейтинг |
| 2016 | 831               |                |
| 2015 | 257               |                |
| 2014 | 615               |                |
| 2010 | 495               |                |
| 2009 | 188               | 481            |
| 2008 | 41                | 245            |
| 2007 | 12                | 218            |
| 2006 | 10                | 187            |
| 2005 | 15                | 192            |
| 2004 | 77                | 747            |

## Выступления на турнирах

### Финалы турнировWTAв одиночном разряде (7)

#### Победы (6)
| Легенда:                    |
| --------------------------- |
| Турниры Большого шлема (0)* |
| Олимпиада (0)               |
| Итоговый турнир WTA (0)     |
| 1-я категория (0)           |
| 2-я категория (0)           |
| 3-я категория (3)           |
| 4-я категория (2)           |
| 5-я категория (1)           |

| Титулы по покрытиям | Титулы по месту проведения матчей турнира |
| ------------------- | ----------------------------------------- |
| Хард (5)*           | Зал (0)                                   |
| Грунт (1)           | Зал (0)                                   |
| Трава (0)           | Открытый воздух (6)                       |
| Ковёр (0)           | Открытый воздух (6)                       |

* количество побед в одиночном разряде.
| №  | Дата            | Турнир              | Покрытие | Соперник в финале | Счёт               |
| 1. | 15 августа 2004 | Ванкувер, Канада    | Хард     | Лора Гренвилл     | 2-6 6-4 6-2        |
| 2. | 17 октября 2004 | Ташкент, Узбекистан | Хард     | Виржини Раззано   | 5-7 6-3 6-2        |
| 3. | 2 октября 2005  | Сеул, Южная Корея   | Хард     | Елена Янкович     | 7-5 6-3            |
| 4. | 9 октября 2005  | Токио, Япония       | Хард     | Татьяна Головин   | 7-6(4) 3-2 — отказ |
| 5. | 16 октября 2005 | Бангкок, Таиланд    | Хард     | Надежда Петрова   | 6-1 6-7(5) 7-5     |
| 6. | 27 мая 2006     | Страсбург, Франция  | Грунт    | Пэн Шуай          | 7-6(7) 6-3         |

#### Поражение (1)
| №  | Дата        | Турнир          | Покрытие | Соперник в финале | Счёт    |
| 1. | 21 мая 2005 | Стамбул, Турция | Грунт    | Винус Уильямс     | 3-6 2-6 |

### Финалы турнировITFв одиночном разряде (3)

#### Победы (2)
| Легенда:         |
| ---------------- |
| 100.000 USD (0)* |
| 75.000 USD (0)   |
| 50.000 USD (0)   |
| 25.000 USD (1)   |
| 10.000 USD (1)   |

| Титулы по покрытиям | Титулы по месту проведения матчей турнира |
| ------------------- | ----------------------------------------- |
| Хард (1)*           | Зал (2)                                   |
| Грунт (0)           | Зал (2)                                   |
| Трава (0)           | Открытый воздух (0)                       |
| Ковёр (1)           | Открытый воздух (0)                       |

* количество побед в одиночном разряде.
| №  | Дата            | Турнир         | Покрытие    | Соперник в финале | Счёт       |
| 1. | 19 октября 2003 | Пльзень, Чехия | Ковёр (зал) | Андреа Главачкова | 7-6(5) 6-4 |
| 2. | 22 февраля 2004 | Коламбус, США  | Хард (зал)  | Пэн Шуай          | 7-6(2) 7-5 |

#### Поражение (1)
| №  | Дата            | Турнир       | Покрытие   | Соперник в финале | Счёт    |
| 1. | 15 февраля 2004 | Мидленд, США | Хард (зал) | Джилл Крейбас     | 2-6 4-6 |

## История выступлений на турнирах
| Турнир                       | 2004  | 2005          | 2006          | 2007          | 2008  | 2009  | Итог   | В/П за карьеру |
| ---------------------------- | ----- | ------------- | ------------- | ------------- | ----- | ----- | ------ | -------------- |
| Турниры Большого шлема       |       |               |               |               |       |       |        |                |
| Открытый чемпионат Австралии | -     | 3Р            | 4Р            | 1/2           | 4Р    | 1Р    | 0 / 5  | 13-5           |
| Открытый чемпионат Франции   | К     | 2Р            | 1/2           | 1/4           | 1Р    | 1Р    | 0 / 5  | 10-5           |
| Уимблдонский турнир          | К     | 3Р            | 4Р            | 1/4           | 1/4   | 1Р    | 0 / 5  | 13-5           |
| Открытый чемпионат США       | 1Р    | 4Р            | 3Р            | 3Р            | 2Р    | К     | 0 / 5  | 8-5            |
| Итог                         | 0 / 1 | 0 / 4         | 0 / 4         | 0 / 4         | 0 / 4 | 0 / 3 | 0 / 20 |                |
| В/П в сезоне                 | 0-1   | 8-4           | 13-4          | 15-4          | 8-4   | 0-3   |        | 44-20          |
| Олимпийские игры             |       |               |               |               |       |       |        |                |
| Летняя олимпиада             | -     | Не проводился | Не проводился | Не проводился | 1Р    | НП    | 0 / 1  | 0-1            |

К — проигрыш в квалификационном турнире.

## Призовые за время выступлений
| Сезон   | Одиночные титулы WTA | Призовые (USD) | Место |
| ------- | -------------------- | -------------- | ----- |
| 2003    | 0                    | 1,568          | 879   |
| 2004    | 2                    | 87,753         | 130   |
| 2005    | 3                    | 391,316        | 32    |
| 2006    | 1                    | 737,913        | 15    |
| 2007    | 0                    | 875,623        | 13    |
| 2008    | 0                    | 509,762        | 33    |
| 2009    | 0                    | 129,048        | 124   |
| 2010    | 0                    | 5,385          | 669   |
| Карьера | 6                    | 2,740,268      | 100   |